# Un drame au bord de la mer
Un drame au bord de la mer est une nouvelle d’Honoré de Balzac, que l'auteur nommait un conte philosophique, parue en pré-publication en 1834 dans la revue Le Voleur, puis en librairie en 1835 chez Werdet dans les Études philosophiques, en fin de volume, après L'Élixir de longue vie. Réédité en 1843 sous le titre La Justice paternelle, elle prend place dans l’édition Furne de La Comédie humaine en 1846 et reprend son titre initial, Un drame au bord de la mer, dans les Études philosophiques, entre El Verdugo et L'Auberge rouge.

## Résumé
En 1821, sur le littoral d'une presqu'île de Bretagne, Louis, un jeune homme plein d'ambition, vient tout juste de prendre un bain de mer et médite sur son avenir. Pauline, sa compagne, sort peu après d'une baignoire naturelle creusée dans les rochers. Les deux jeunes gens poursuivent main dans la main leur promenade matinale. Ils croisent un pêcheur et sont émus par le dévouement dont celui-ci fait preuve, malgré sa pauvreté, envers un père aveugle. Afin de lui donner un peu de joie, ils font grimper les enchères l'un contre l'autre pour lui acheter le produit de sa pêche à un prix qui équivaut pour le pauvre homme à une véritable fortune et lui promettent un dîner, s'il accepte de les conduire à Batz après avoir remisé ses filets. Les amoureux partent devant, sur le chemin que leur indique le pêcheur qui les y retrouvera plus tard.
Quand tous trois se sont rejoints, ils marchent en silence et atteignent bientôt les abords d'un promontoire rocheux que le pêcheur entend contourner. Quand le guide les prévient que quelqu'un vit là et que, bien qu'il n'y ait nul danger, il est de coutume dans le pays de contourner les lieux, la curiosité des jeunes gens est à son comble et, en dépit de l'avertissement, ils insistent pour s'y avancer. Louis et Pauline découvrent alors devant une grotte, où se devinent les traces d'une existence, un homme brûlé par le soleil, aussi immobile que le granit qui l'entoure, dont les yeux seuls s'animent un bref instant. Impressionnés par cette vision, ils passent leur chemin rapidement, puis interrogent leur guide sur cet étrange personnage. Le pêcheur leur raconte alors l'histoire de l'Homme-au-vœu, dont il est d'ailleurs le seul dans le pays à connaître le fin mot.
Cet homme, qui vit là dans le dénuement, était autrefois un fier marin nommé Cambremer ; il habitait avec sa femme une maison isolée sur un îlot. Pour égayer leur foyer, les époux n'eurent qu'un seul enfant, aussi devint-il pour eux un petit roi. Ils le gâtèrent dès son plus jeune âge, ne lui refusant aucun caprice, si bien qu'en vieillissant le garçon ne devint bon à rien : violent, menteur, voleur, il croyait tout un chacun au service de ses désirs et se révélait tyrannique envers ceux qui l'empêchaient de s'amuser, de flâner, de boire et de jouer au billard du Croisic ou dans les lieux malfamés de Nantes. Le père, souvent absent pour aller pêcher en mer, refusa de voir ou ne voulut point concevoir le pire jusqu'à ce qu'il découvre un jour que son fils avait vendu les meubles pour obtenir de quoi s'amuser. Une nuit, le voyou est même allé trop loin. Il a poignardé sa mère, l'atteignant au bras, pour mettre la main sur une pièce d'or. Cambremer a donc décidé de faire disparaître le monstre qu'il avait engendré. Sa femme en est morte de douleur. Depuis, Cambremer a fait vœu de s'exposer face à l'océan, de s'y confondre avec le roc, afin d'expier la mise à mort de ce fils, dont il s'est fait le justicier. Joseph, son unique frère, et Pérotte, une toute jeune et jolie nièce, assurent désormais la subsistance de ce pénitent qui a planté une croix près du rocher pour signifier qu'il s'en remettait à Dieu.
Les deux amoureux ont écouté, le deuil dans l'âme, le terrible destin de l'homme de granit et de sa famille disparue. De retour au Croisic, ils décident d'un commun accord d'écourter leur séjour. Pauline, inquiète de l'effet produit par cette tragique histoire sur la sensibilité exacerbée de Louis, l'invite à s'en délivrer par l'écriture d'un récit : la longue lettre envoyée à son oncle par le jeune homme n'est autre que ce drame au bord de la mer que l'on vient de lire.

## Contexte
Dans les années 1830, Honoré de Balzac séjourne avec Laure de Berny au Bourg-de-Batz, dans la maison de madame de La Valette, le Calme Logis. Il y écrit Un drame au bord de la mer, court récit romanesque qui a pour cadre la presqu'île du Croisic et sa Côte sauvage. À l'époque où l'action se situe, la mode des bains de mer est naissante en France, et les plages de Saint-Goustan puis de Port Lin au Croisic sont parmi les toutes premières à accueillir des baigneurs.

## Adaptation à l’écran
- 1920 : L'Homme du large, film muet français de Marcel L'Herbier, adaptation d'Un drame au bord de la mer, avec Jacques Catelain (Michel), Roger Karl (Nolff), Charles Boyer (Guenn la Taupe), Philippe Hériat (le protecteur), Marcelle Pradot (Djenna).